# Abo (àrea no incorporada de Nou Mèxic)
Abo és una comunitat no incorporada al comtat de Torrance, Nou Mèxic, Estats Units, situada a la ruta nord-americana 60. Aquí hi va haver una oficina de correus del 1910 al 1914.És la comunitat més propera a Abo, les ruïnes d'un pueblo i una missió del mateix nom que són un Monument Històric Nacional. La geografia al voltant d'Abo està definida pels gresos vermells i mesas baixes solcades de rierols. A propo d'Abo hi ha les següents localitats:
- Mountainair, a uns 11,5 km al nord-est.
- Estancia, a uns 48,1 km al nord-est
- Moriarty, a uns 74,9 km al nord-nord-est
- Los Lunas, a uns 74,9 km al nord-oest